# Meimad
Meimad (מימ״ד MeJMaD, Akronym von hebräisch מְדִינָה יְהוּדִית, מְדִינָה דֵּמוֹקְרָטִים Mədīnah Jəhūdit, Mədīnah Demōqraṭīt, deutsch ‚Jüdischer Staat, Demokratischer Staat‘) ist eine 1988 gegründete israelische Linkspartei. Sie betont die Vereinbarkeit der Werte der Halachah mit denen der Demokratie und stellt sich als religiös-zionistische Alternative zur Nationalreligiösen Partei dar.
Sie ist oft mit der Arbeitspartei verbündet und trat 1999 dem Wahlbündnis Ehud Baraks, Jisraʾel Achat (Ein Israel), bei. Der Grund dafür lag ihren eigenen Aussagen gemäß darin, dass alle anderen religiösen Parteien Benjamin Netanjahu unterstützten und dessen Wahlkampagne den Eindruck erweckte, es sei eine religiöse Pflicht, für die rechten Parteien zu stimmen.
Die Meimad vertritt, bis auf die Betonung religiöser Fragen, ähnliche Werte wie auch andere sozialdemokratische Parteien. Sie setzt sich für den Religionsunterricht in Israels öffentlichen Schulen ein und unterstützt Rabbinatsgerichte neben den Zivilgerichten. Die Partei wurde bis zu dessen Tod von Rabbi Jehuda Amital geführt. Bei den Knesset-Wahlen von 2003 errang sie zusammen mit der Arbeitspartei 14,5 % der Stimmen.